# Missione diplomatica fascista in Giappone
La missione diplomatica fascista in Giappone fu il primo tentativo ufficiale da parte del governo fascista italiano di formalizzare i rapporti tra le due nazioni. La missione, che avvenne tra febbraio e maggio del 1938, fu solamente una delle due delegazioni che arrivarono in Giappone quell'anno e che determinarono il decorso dei rapporti tra Italia e Giappone prima e durante la Seconda guerra mondiale.
Questi contatti, voluti da Benito Mussolini in persona, ufficialmente avevano lo scopo di formalizzare i rapporti con i giapponesi, ma in parte avevano anche l'obiettivo di permettere al governo italiano di accedere ad una fetta del mercato dell'Estremo Oriente.
Queste missioni, inoltre, furono la base per i rapporti tra le due nazioni a cui poi seguì il veloce processo di avvicinamento e che si concluse con la ratifica del Patto anticomintern e infine del Patto Tripartito assieme alla Germania nazista.

## Contesto storico
L'Italia e il Giappone avevano avuto pochi rapporti diplomatici ed economici per una serie di fattori quali la distanza geografica e politica. La salita al potere di Mussolini aveva segnato invece una fase di avvicinamento culturale tra le due nazioni, si riconoscevano infatti le potenzialità economiche di un partner commerciale in Estremo Oriente e fin da subito venne intrapresa una politica estera volutamente ambigua con la Cina e il Giappone.  
Questa tattica, che in parte caratterizzava la politica estera italiana dell'epoca, aveva lo scopo di ottenere il maggior numero di vantaggi possibili dall'instabile situazione geopolitica dell'Estremo Oriente. Mussolini, inoltre, aveva un certo interesse nel contesto giapponese ben prima delle missioni del 1938. Ci sono diverse motivazioni per questa sua volontà, ma dobbiamo tenere in considerazione che in Giappone esisteva, seppur in minoranza, un partito politico di ideologia fascista ispirato proprio all'esempio italiano. Questa particolarità fu caratterizzata da individui quali Shimoi Harukichi che diffonderanno cultura e ideali provenienti dalla penisola nell'arcipelago nipponico.
Questi rapporti culturali, iniziati verso la metà degli anni Venti, non avranno un prosieguo politico dato l'interesse italiano per il contesto economico cinese con il quale ci saranno importanti sviluppi almeno fino al 1935. C'è da considerare poi la conquista italiana dell'Etiopia che porterà a diverse tensioni tra le due nazioni; con il governo italiano che accusò il Giappone di vendere armi ai ribelli etiopi e supportare un'alleanza tra i due imperi.
Una serie di eventi che però avranno luogo nel 1937 condizionò l'avvicinamento definitivo tra italo-giapponesi a discapito dei rapporti sino-italiani. Tra questi ci sono l'abbandono dell'Italia della Società delle Nazioni che portò ad un crescente isolazionismo internazionale. Questo va aggiunto al fallimento dei rapporti economici con il governo della Cina nazionalista, dovuto a discordie sullo sviluppo di fabbriche aeronautiche italiane in Cina, che costrinse l'Italia alla ricerca di altri partner economici e diplomatici in Estremo Oriente e che si concretizzeranno con l'apertura di ufficiali rapporti d'amicizia e commercio con il Giappone.
L'impero giapponese infatti, similmente all'Italia, aveva abbandonato la Società delle Nazioni dopo l'invasione della Manciuria portando alla nascita dello stato fantoccio del Manchukuo, causando un costante isolazionismo internazionale. Questo fu dovuto anche in parte alla volontà del governo giapponese di scontrarsi contro le istanze inglesi, al tempo vista come la minaccia più grande all'espansionismo territoriale e politico del Giappone. Non vi era quindi ancora la volontà di entrare a far parte di un'alleanza militare, ma vi era solo la ricerca di partner commerciali e politici per ovviare all'isolazionismo internazionale che le due nazioni stavano affrontando.

## Svolgimento della missione

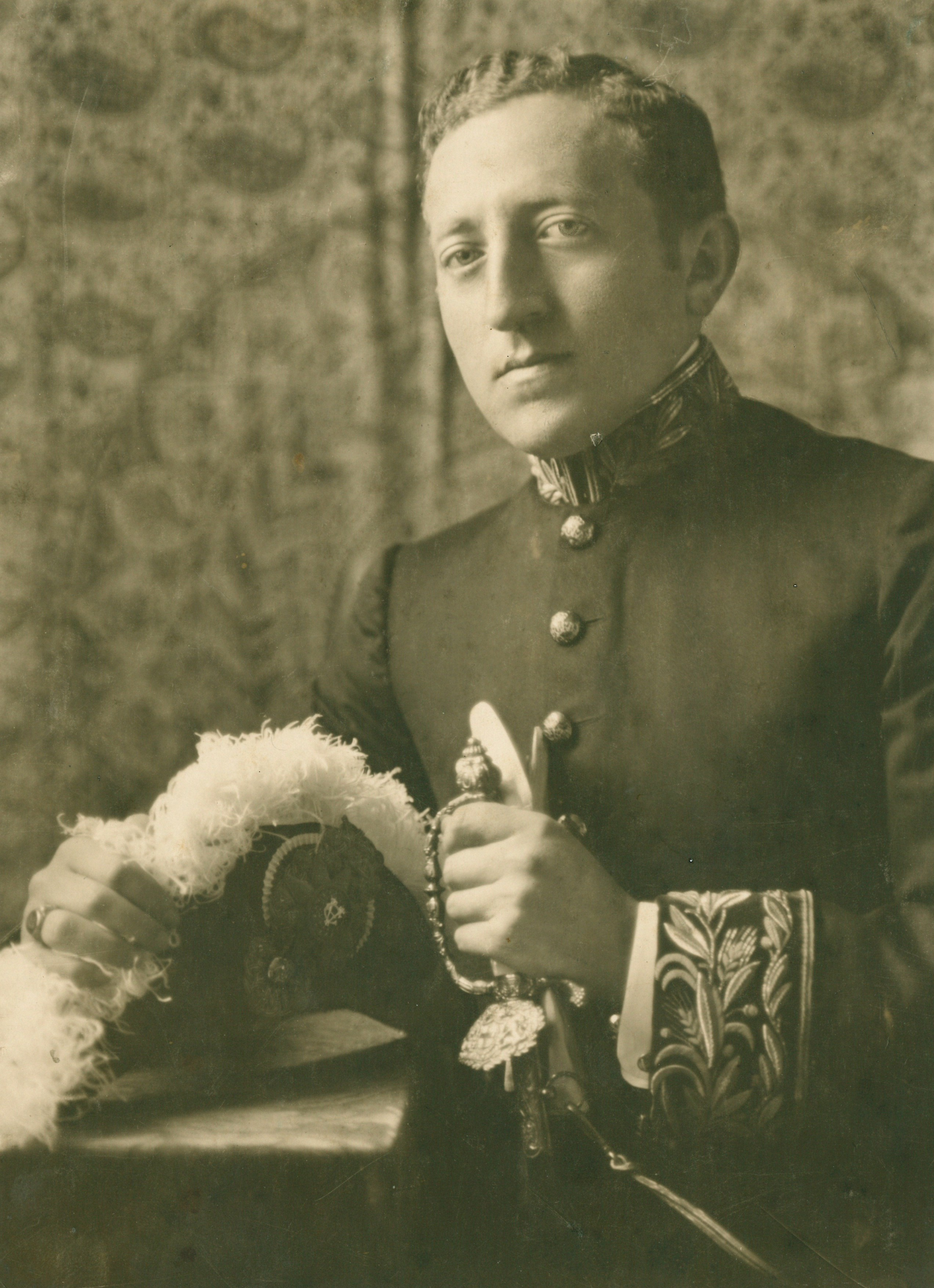
Giacomo Paulucci di Calboli (1920)

### Componenti importanti della missione
La missione fu guidata da Giacomo Paulucci di Calboli figura di spicco nelle relazioni italo-nipponiche del tempo in quanto fondatore della Società culturale “Amici del Giappone”. In occasione del viaggio gli venne assegnato il titolo di "Ambasciatore Straordinario del Giappone". Oltre all'ambasciatore erano presenti diversi altri rappresentanti delle maggiori organizzazioni politico-cooperative tra Italia e Giappone.
Oltre ai delegati politici era presente anche una troupe cinematografica che aveva lo scopo di filmare e documentare l'interezza della missione. Una volta tornati in Italia verranno realizzati diversi filmati a scopo propagandistico sotto la gestione dell'Istituto Luce.

### Itinerario della missione
La missione partì per il Giappone il 16 febbraio 1938 dal porto di Napoli a bordo della nave Conte Biancamano. I delegati si diressero verso l'Egitto e dopo aver attraversato il canale di Suez arrivarono in India dove vi fu una breve tappa a Bombay prima reimbarcarsi verso il Giappone. Fu proprio durante questo tratto del viaggio nel quale la delegazione celebrò un rito in onore di Gabriele d'Annunzio, dopo aver appreso la notizia della sua morte.

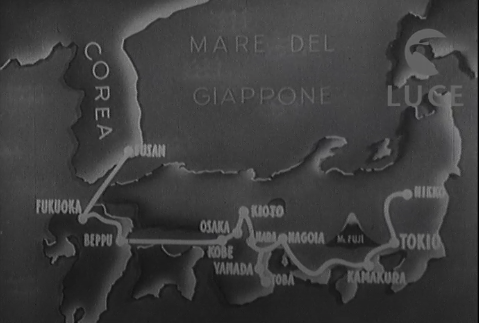
Itinerario di propaganda della Missione fascista in Giappone (1938)

Il viaggio proseguì fino all'arrivo a Nagasaki il 17 marzo 1938, dove la delegazione venne accolta da una folla festante. Appena sbarcati i rappresentanti italiani iniziarono la permanenza nel paese con una visita al santuario Meiji e alcune prime interviste con giornalisti locali.
Il 22 marzo si tenne un'udienza imperiale nel quale erano presenti anche l'ambasciatore italiano in Giappone, Giacinto Auriti; il Primo Ministro giapponese Fumimaro Konoye e il Ministro degli Esteri giapponese Koki Hirota. Sia in questa che in altre occasioni durante la permanenza nell'arcipelago avverranno scambi di messaggi e doni, tra cui un'intera armatura da samurai. Molti di questi doni verranno successivamente riportati in Italia e mostrati a Mussolini.

Folla allo stadio di Tokyo in onore della missione (1938)

Il 28 marzo si tenne un comizio pubblico allo stadio di Tokyo dove la delegazione ebbe la possibilità di presentarsi alla città. Questo luogo fu scelto dalle autorità giapponesi proprio per rendere l'incontro il più simile possibile ad un'adunata fascista italiana e proprio come in Italia i partecipanti cantarono inni in onore dei delegati e di Mussolini.
Nei giorni successivi la missione visitò diverse altre città quali Yokohama, Kamakura, Nagoya e Shimonoseki. Qui oltre a visitare siti di importanza per la cultura e la storia giapponese come, per esempio, i templi della città di Nikko, e Kamakura, ex capitale del Giappone feudale; vi furono anche visite ad industrie civili e militari. 
Particolare fu inoltre la visita ad Osaka e Kobe, dove nonostante la pioggia, folle festanti si radunarono attorno al convoglio della delegazione rallentandone il passaggio. In alcune circostanze le folle saranno talmente grandi da rendere difficoltoso alla missione il raggiungimento di destinazioni anche molto vicine tra loro e costringendo le autorità giapponesi a sgomberare le strade.
Arrivati al porto di Osaka dopo una breve visita all'incrociatore italiano Montecuccoli la missione si imbarcò per raggiungere Beppu, dove, in onore della delegazione venne piantato un albero di pino. Successivamente la missione raggiunse la città portuale di Shimonoseki da dove si imbarcò nuovamente, stavolta verso la penisola coreana, al tempo controllata dal Giappone. L'arrivo avvenne al porto di Fuhan per spostarsi successivamente a Keibo il 17 aprile 1938.

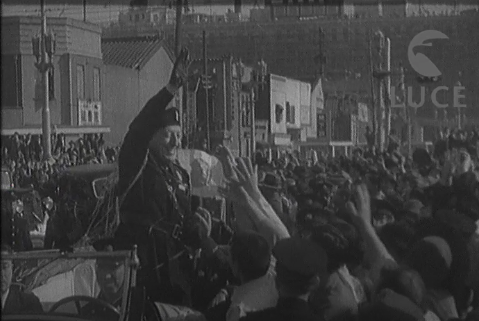
Giacomo Paulucci di Calboli saluta lla folla a Fukuoka (Giappone, 1938)

La Corea a differenza del Giappone fu caratterizzata da un itinerario meno definito e i punti d'interesse culturale si faranno sempre meno frequenti. La stessa presenza della delegazione fu meno pubblicizzata nella penisola dove però si registrarono comunque importanti folle di interessati al passaggio dei delegati.
Il 19 aprile la missione arrivò a Mukden, luogo d'importanza dato che proprio in questo punto era avvenuto l'incidente che nel 1932 aveva portato all'invasione giapponese della regione di Manciuria.
L'attraversamento del confine nel Manchukuo segnò l'inizio di una nuova fase per la missione; infatti, il governo giapponese all'insaputa di quello italiano tentò di pubblicizzare l'arrivo dei delegati come di un riconoscimento italiano del governo del Manchukuo. Questa interpretazione fu prontamente smentita dai delegati e dal governo fascista che volevano evitare un confronto a livello internazionale con Francia e Inghilterra.
La missione proseguì nel territorio nord della Cina fino alla città di Tientsin dove vi fu la visita alla concessione italiana, ovvero unica colonia controllata dal governo italiano in Asia. In questo luogo si tenne una festa per celebrare il passaggio della missione dove parteciparono tutti i diplomatici e soldati italiani che abitavano nella concessione.
Fu proprio a Tientsin dove avvenne un attentato ad una sede di un giornale giapponese il 9 maggio. Fu l'unico incidente che coinvolse la missione, ma l'esplosione avvenne circa 24 ore dopo il passaggio dei delegati. Le autorità giapponesi dichiararono che l'attentato era stato orchestrato da ribelli cinesi e dopo questo evento le misure di precauzione furono aumentate.
Infatti, le misure già stringenti per garantire la sicurezza ai rappresentanti della missione vennero potenziate arrivando ad una scorta composta di 200 soldati armati. A differenza del Giappone e della Corea le strade erano pattugliate e sgomberate, non permettendo la formazione di folle proprio per paura di potenziali sommosse o attentati. La delegazione procedette così alla visita dei territori recentemente conquistati dal Giappone, visitando anche l'armata del Kwuantung.
La missione procedette fino alla città di Shanghai dove si imbarcò nuovamente nella Conte Biancamano per fare ritorno in Italia. Dopo lo sbarco a Napoli la delegazione si diresse a Roma, dove venne accolta dall'ambasciatore del Giappone e da rappresentanti del partito fascista, tra cui Galeazzo Ciano e Mussolini. Vi saranno numerosi scambi di messaggi tra i ministri delle due nazioni proprio durante questa occasione.

## Risultati della missione
Questo primo approccio venne ritenuto un enorme successo dal governo fascista permettendo così l'invio della missione economica che partì addirittura prima del ritorno della missione diplomatica.
Vi furono diversi sviluppi sia diplomatici che culturali, con anche l'apertura di istituti per l'insegnamento della cultura italiana in Giappone. Dal punto di vista politico invece i due governi iniziarono a riconoscersi come amici e alleati anche se in questo primo momento non vi sono menzioni di un'alleanza militare.
La presenza della troupe cinematografica italiana permise inoltre di immortalare numerosi eventi rilevanti e quindi di realizzare diversi filmati attualmente reperibili all'interno dell'Archivio dell'Istituto Luce che mostrano fino a che livello la popolazione fosse stata mobilitata per accogliere i visitatori stranieri. I filmati una volta riportati in Italia verranno utilizzati a scopi propagandistici e saranno usati dal governo fascista per pubblicizzare l'amicizia e la somiglianza culturale tra le due nazioni, arrivando a considerare il Giappone come ad un Impero Romano d'Oriente.
La missione diplomatica e i filmati di propaganda permetteranno di instaurare una nuova visione ideologica, che vedeva avvicinarsi al fianco dell'Italia e la Germania una nuova Nazione, quella dell'Impero giapponese. Questa nuova rappresentazione ideologica andava in contrasto con diverse pubblicazioni nei giornali italiani avvenute durante il conflitto italo-etiope. Nel giornale “Il Popolo d'Italia” in particolare vennero pubblicati diversi articoli che accusarono il Giappone di voler realizzare un asse degli imperi di colore in ottica di contrastare le potenze occidentali. Mussolini stesso in una dichiarazione ufficiale fece riferimento a questa preoccupazione come del “Pericolo giallo”.
Tutto ciò sembrò svanire dopo il passaggio della missione diplomatica; infatti, le due nazioni riconobbero la necessità di collaborare per ovviare al crescente isolazionismo internazionale. La missione, quindi, può essere considerata un successo sia nell'instaurazione di rapporti tra le due nazioni che nel garantire l'arrivo della successiva missione economica.